# Hot Issue (гурт)
Hot Issue (кор. 핫이슈, стилізується великими літерами) — південнокорейський жіночий гурт, сформований S2 Entertainment у 2021 році. До складу гурту входило сім учасниць: Майна, Нахьон, Хьоншін, Дана, Євон, Єбін і Даін. Гурт дебютував 28 квітня 2021 року з першим мініальбомом, Issue Maker. Гурт офіційно розпався 22 квітня 2022 року.

## Назва
Назва гурту «Hot Issue» означає «Чесний, видатний і чудовий» і вказує на велике прагнення створювати чесні та великі рішення в музичній індустрії.

## Кар'єра

### До дебюту
До їхнього дебюту Дана була колишньою дитячою акторкою, зігравши головну роль у драмі JTBC Щасливий кінець у 2012 році та в драмі SBS Одна добре вихована донька у 2013 році. Майна була учасницею китайського реаліті-шоу Produce 101 China, але вибула в епізоді 7 після того, як посіла 52 місце в рейтингу.

### 2021–2022: Дебют і розформування
8 квітня 2021 року S2 Entertainment оголосила через соціальні мережі, що Hot Issue дебютує 28 квітня, а «Gratata» буде представлено як головний сингл Issue Maker 12 квітня. 28 квітня о 18:00 за корейським стандартним часом був випущений їхній перший мініальбом Issue Maker разом із музичним відео на «Gratata». Дебютний концерт відбувся в Yes24 Live Hall у Сеулі за кілька годин до дебюту. Наступного дня 28 квітня гурт дебютував в 707 серії музичному шоу M! Countdown.
2 вересня S2 Entertainment оголосила, що Hot Issue повернуться у вересні. 29 вересня вони випустили свій перший сингл-альбом Icons з однойменним головним синглом.
22 квітня 2022 року, після 4 місяців відсутності оновлень, S2 Entertainment оголосила, що гурт офіційно розпався, за 6 днів до річниці свого дебюту. Рішення було прийнято після тривалого періоду обговорення їхнього майбутнього та напрямку гурту.

## Учасниці
| Сценічний псевдонім | Сценічний псевдонім | Сценічний псевдонім | Справжнє ім'я | Справжнє ім'я   | Справжнє ім'я | Дата народження             | Позиція у гурті                  |
| Українською         | Латиницею           | Хангилем            | Українською   | Латиницею       | Хангилем      | Дата народження             | Позиція у гурті                  |
| ------------------- | ------------------- | ------------------- | ------------- | --------------- | ------------- | --------------------------- | -------------------------------- |
| Нахьон              | Nahyun              | 나현                | Кан Нахьон    | Kang Nahyun     | 강나현        | 25 січня 2002 (23 роки)     | Лідерка, вокалістка              |
| Майна               | Mayna               | 메이나              | Шао Сі Мен На | Shào Xī Mēng Nā | 邵西蒙那      | 12 травня 2000 (24 роки)    | Танцюристка, реперка             |
| Хьоншін             | Hyeongshin          | 형신                | Кім Хьоншін   | Kim Hyeongshin  | 김형신        | 3 травня 2002 (22 роки)     | Вокалістка, реперка, танцюристка |
| Дана                | Dana                | 다나                | Чан Дана      | Jang Dana       | 장다나        | 25 грудня 2003 (21 рік)     | Вокалістка, реперка              |
| Євон                | Yewon               | 예원                | Пак Євон      | Park Yewon      | 박예원        | 11 січня 2004 (21 рік)      | Вокалістка                       |
| Єбін                | Yebin               | 예빈                | Кім Єбін      | Kim Yebin       | 김예빈        | 1 листопада 2004 (20 років) | Вокалістка, реперка, танцюристка |
| Даін                | Dain                | 다인                | Чон Даін      | Jeong Dain      | 정다인        | 15 грудня 2004 (20 років)   | Реперка, танцюристка, макне      |

## Дискографія

### Мініальбоми
| Назва       | Деталі альбому | Пікові позиції у чартах | Продажі              |
| Назва       | Деталі альбому | KOR                     | Продажі              |
| ----------- | --- | ----------------------- | -------------------- |
| Issue Maker | - Реліз: 28 квітня 2021 - Лейбл: S2 Entertainment, Kakao Entertainment - Формат: CD, цифрове завантаження, стриминг Трек-лист 1. «Gratata» (кор. 그라타타) 2. «Dunga Dunga» 3. «Hide in the Dark» 4. «Purple» 5. «We Go» | 20                      | - Південна Корея: 95 |

### Сингл-альбоми
| Назва | Деталі альбому | Пікові позиції у чартах | Продажі               |
| Назва | Деталі альбому | KOR                     | Продажі               |
| ----- | --- | ----------------------- | --------------------- |
| Icons | - Реліз: 29 вересня 2021 - Лейбл: S2 Entertainment, Kakao Entertainment - Формат: CD, цифрове завантаження, стриминг Трек-лист 1. «Icons» 2. «Hot Candy» | 41                      | - Південна Корея: 582 |

### Сингли
| Назва                                                                            | Рік  | Найвища позиція | Альбом      |
| Назва                                                                            | Рік  | KOR             | Альбом      |
| -------------------------------------------------------------------------------- | ---- | --------------- | ----------- |
| «Gratata» (кор. 그라타타)                                                        | 2021 | —               | Issue Maker |
| «Icons»                                                                          | 2021 | —               | Icons       |
| «—» релізи, що не потрапили у чарти або не були випущені у відповідних регіонах. |      |                 |             |

## Відеографія

### Музичні відео
| Рік  | Назва     | Режисер(и) | Прим.  |
| ---- | --------- | ---------- | ------ |
| 2021 | «Gratata» | Etoi       | [ 17 ] |
| 2021 | «Icons»   | Zanybros   | [ 18 ] |

## Нагороди та номінації
| Нагорода                 | Рік  | Категорія                          | Номінант / Робота | Результат | Прим.  |
| ------------------------ | ---- | ---------------------------------- | ----------------- | --------- | ------ |
| Asia Artist Awards       | 2021 | Female Idol Group Popularity Award | Hot Issue         | Номінація | [ 19 ] |
| Brand of the Year Awards | 2021 | Female Rookie Idol Award           | Hot Issue         | Номінація | [ 20 ] |

## Нотатки
1. ↑  Сингл «Icons» не потрапив у Gaon Digital Chart, але дебютував та посів 101 у Gaon Download Chart[16].